# 攻敵必救
是一部2016年美國及法國合拍的政治驚悚片，由約翰·麥登執導，強納森·佩雷拉編劇。電影主演包括潔西卡·雀絲坦、馬克·史壯、古古·瑪芭塔-勞與麥可·斯圖巴。
電影最初於2016年11月11日在AFI影展上首映，並於2016年11月25日由歐羅巴影業排在美國有限上映，而法國則定於2017年3月8日上映。《攻敵必救》獲得了普遍好評，並使潔西卡·雀絲坦入圍了金球獎最佳戲劇類電影女主角，但全球票房僅達預算一半。

## 劇情
伊莉莎白·絲隆（潔西卡·雀絲坦飾演）是一名美國國會中具有權威且堅持主見的遊說客，她具有高明的交涉手腕，賄賂、恐嚇、敲詐、竊聽、製造新聞，樣樣精通。由於美國槍械暴力問題嚴重，絲隆這次的任務是督促立法，增加槍枝管制，她為了揭發內幕，不惜在參議院聽証會上賭上自己的生涯，但她是否能突破重重難關呢？

## 演員
- 潔西卡·雀絲坦飾演伊莉莎白·絲隆（Elizabeth Sloane）
- 馬克·史壯飾演魯道夫·史密特（Rodolfo Schmidt）
- 古古·瑪芭塔-勞飾演愛絲美·瑪紐加瑞（Esme Manucharian）
- 麥可·斯圖巴飾演帕特·康諾斯（Pat Connors）
- 艾莉森·皮爾飾演珍·摩洛伊（Jane Molloy）
- 傑克·拉齊飾演福特（Forde）
- 山姆·華特斯頓飾演喬治·杜邦（George Dupont）
- 約翰·李斯高飾演美國參議員朗·史佩林（U.S. Senator Ron M. Sperling）
- 道格拉斯·史密斯飾演亞里士（Alex）
- 梅根·費伊（英语：Meghann Fahy）飾演克拉拉·湯姆森（Clara Thomson）
- 恩尼斯·埃斯莫（英语：Ennis Esmer）飾演布萊恩（Brian）

## 製作
2015年9月，宣布潔西卡·雀絲坦將加入由約翰·麥登執導、強納森·佩雷拉編劇的電影中。電影由班·布朗寧的FilmNation Entertainment所製作，派屈克·朱將擔任監製，而歐羅巴影業則負責全球發行、製作和資助電影。2016年1月，宣布艾莉森·皮爾確認參演。同月，傑克·拉齊和古古·瑪芭塔-勞加入演出。2016年2月，道格拉斯·史密斯、馬克·史壯、麥可·斯圖巴、山姆·華特斯頓、約翰·李斯高與恩尼斯·埃斯莫都已確認參演本片。2016年3月，梅根·費伊加入演出。而麥克斯·里奇爾被聘來為電影配樂。

### 拍攝
主體攝影於2016年2月12日在多倫多開拍。2016年3月，潔西卡·雀絲坦被發現她正在參與拍攝。多倫多的製作於2016年3月30日。2016年4月，劇組移至華盛頓特區拍攝。電影的拍攝於2016年4月6日結束。

## 發行
2016年8月，官方釋出兩張潔西卡·雀絲坦的劇照。《攻敵必救》於2016年11月11日在AFI影展上作全球首映。電影也於2016年11月13日的納帕谷影展上放映。《攻敵必救》原定於2016年12月9日在美國上映，後改至2016年11月25日有限上映。

### 評價
《攻敵必救》獲得的評價以正面居多。爛番茄基於131條評論，新鮮度71%，平均得分6.5／10。在Metacritic上獲得63分，代表「整體正面的評價」。

### 票房
在北美，《攻敵必救》與《聖誕搞轟趴》、《愛情捲土重來》及廣泛上映的《迷離字戀》共同上映競爭，估計能從首週末獲得200萬至400萬美元的票房。美國首週末票房僅180萬美元，排名當週第十一。《攻敵必救》的最終票房總計370萬美元，對比預算的1300萬美元來說，表現不佳。

### 榮譽
| 獎項和提名           | 獎項和提名     | 獎項和提名           | 獎項和提名    | 獎項和提名 | 獎項和提名    |
| 獎項                 | 日期           | 類別                 | 得獎者        | 結果       | 參考          |
| -------------------- | -------------- | -------------------- | ------------- | ---------- | ------------- |
| 女性電影記者聯盟     | 2016年12月21日 | 最英勇演出           | 潔西卡·雀絲坦 | 提名       | [ 30 ] [ 31 ] |
| 金球獎               | 2017年1月8日   | 最佳戲劇類電影女主角 | 潔西卡·雀絲坦 | 提名       | [ 32 ]        |
| 華盛頓特區影評人協會 | 2016年12月5日  | 華盛頓特區最佳形象   | 《攻敵必救》  | 提名       | [ 33 ]        |
| 日本電影學院獎       | 2018年3月2日   | 最佳外語片獎         | 《攻敵必救》  | 提名       | [ 34 ]        |

## 外部連結
- 互联网电影数据库（IMDb）上《攻敵必救》的资料（英文）
- Box Office Mojo上《攻敵必救》的資料（英文）
- 爛番茄上《攻敵必救》的資料（英文）